# Gouvernement Ben Gourion VI
 (juillet 2025).
Si vous disposez d'ouvrages ou d'articles de référence ou si vous connaissez des sites web de qualité traitant du thème abordé ici, merci de compléter l'article en donnant les références utiles à sa vérifiabilité et en les liant à la section « Notes et références ».
État d'Israël
Ben Gourion V Ben Gourion VII
Le gouvernement Ben Gourion VI est le huitième gouvernement d'Israël et a été formé par David Ben Gourion le 7 janvier 1958, lors de la troisième Knesset. 
Il est composé de 16 ministres et de 3 ministre délégué.

## Composition
- Les nouveaux ministres sont indiqués en gras, ceux ayant changé d'attributions en italique.

| Image | Portefeuille                                   | Titulaire | Titulaire                                                | Parti                    |
| ----- | ---------------------------------------------- | --------- | -------------------------------------------------------- | ------------------------ |
|       | Premier ministre Ministre de la Défense        |           | David Ben Gourion                                        | Mapaï                    |
|       | Ministre de l'Agriculture                      |           | Kadish Luz                                               | Mapaï                    |
|       | Ministre du Développement                      |           | Mordechai Bentov                                         | Mapam                    |
|       | Ministre de l'Éducation et de la Culture       |           | Zalman Aran                                              | Mapaï                    |
|       | Ministre des Affaires étrangères               |           | Golda Meir                                               | Mapaï                    |
|       | Ministre des Finances                          |           | Levi Eshkol                                              | Mapaï                    |
|       | Ministre de la Santé                           |           | Yisrael Barzilai (en)                                    | Mapam                    |
|       | Ministre de l'Intérieur                        |           | Yisrael Bar-Yehuda (en)                                  | Akdut HaAvoda            |
|       | Ministre de la Justice                         |           | Pinhas Rosen                                             | Parti progressiste       |
|       | Ministre du Travail                            |           | Mordechai Namir (en)                                     | Mapaï                    |
|       | Ministre de la Police                          |           | Bechor-Shalom Sheetrit                                   | Mapaï                    |
|       | Ministre des Postes                            |           | Yosef Burg (jusqu'au 1er juillet 1958)                   | Parti national religieux |
|       | Ministre des Postes                            |           | Yisrael Barzilai (en) (après le 1er juillet 1958)        | Mapam                    |
|       | Ministre des Religions                         |           | Haim-Moshe Shapira (jusqu'au 1er juillet 1958)           | Parti national religieux |
|       | Ministre des Religions                         |           | Ya'akov Moshe Toledano (en) (après le 1er juillet 1958)  | Indép.                   |
|       | Ministre de la Protection sociale              |           | Haim-Moshe Shapira (jusqu'au 1er juillet 1958)           | Parti national religieux |
|       | Ministre de la Protection sociale              |           | Peretz Naftali (en) (après le 1er juillet 1958)          | Mapaï                    |
|       | Ministre du Commerce et de l'Industrie         |           | Pinchas Sapir                                            | Mapaï                    |
|       | Ministre des Transports                        |           | Moshe Carmel                                             | Akdut HaAvoda            |
|       | Ministre sans portefeuille                     |           | Peretz Naftali (en) (jusqu'au 25 janvier 1959)           | Mapaï                    |
|       | Ministre délégué à l'Agriculture               |           | Ze'ev Tzur (en)                                          | Akdut HaAvoda            |
|       | Ministre délégué à l'Éducation et à la Culture |           | Moshe Unna (en) (jusqu'au 1er juillet 1958)              | Parti national religieux |
|       | Ministre délégué aux Affaires religieuses      |           | Zerach Warhaftig (jusqu'au 1er juillet 1958)             | Parti national religieux |
|       | Vice-ministre délégué à la Protection sociale  |           | Shlomo-Yisrael Ben-Meir (en) (jusqu'au 1er juillet 1958) | Parti national religieux |